# Ancistrus sericeus
Az Ancistrus sericeus a sugarasúszójú halak (Actinopterygii) osztályának harcsaalakúak (Siluriformes) rendjébe, ezen belül a tepsifejűharcsa-félék (Loricariidae) családjába tartozó faj.

## Rendszertani eltérés
Ez a halfaj, korábban a Chaetostoma harcsanembe volt besorolva.

## Előfordulása
Az Ancistrus sericeus előfordulási területe Dél-Amerikában van. Peru egyik endemikus hala, amely az Ampiyacu-folyómedencében lelhető fel.

## Megjelenése
Ez a tepsifejűharcsafaj legfeljebb 5 centiméter hosszú.

## Életmódja
A trópusi édesvizek lakója. Mint a többi algaevő harcsafaj, a víz fenekén él és keresi meg a táplálékát.